# 人生の航路

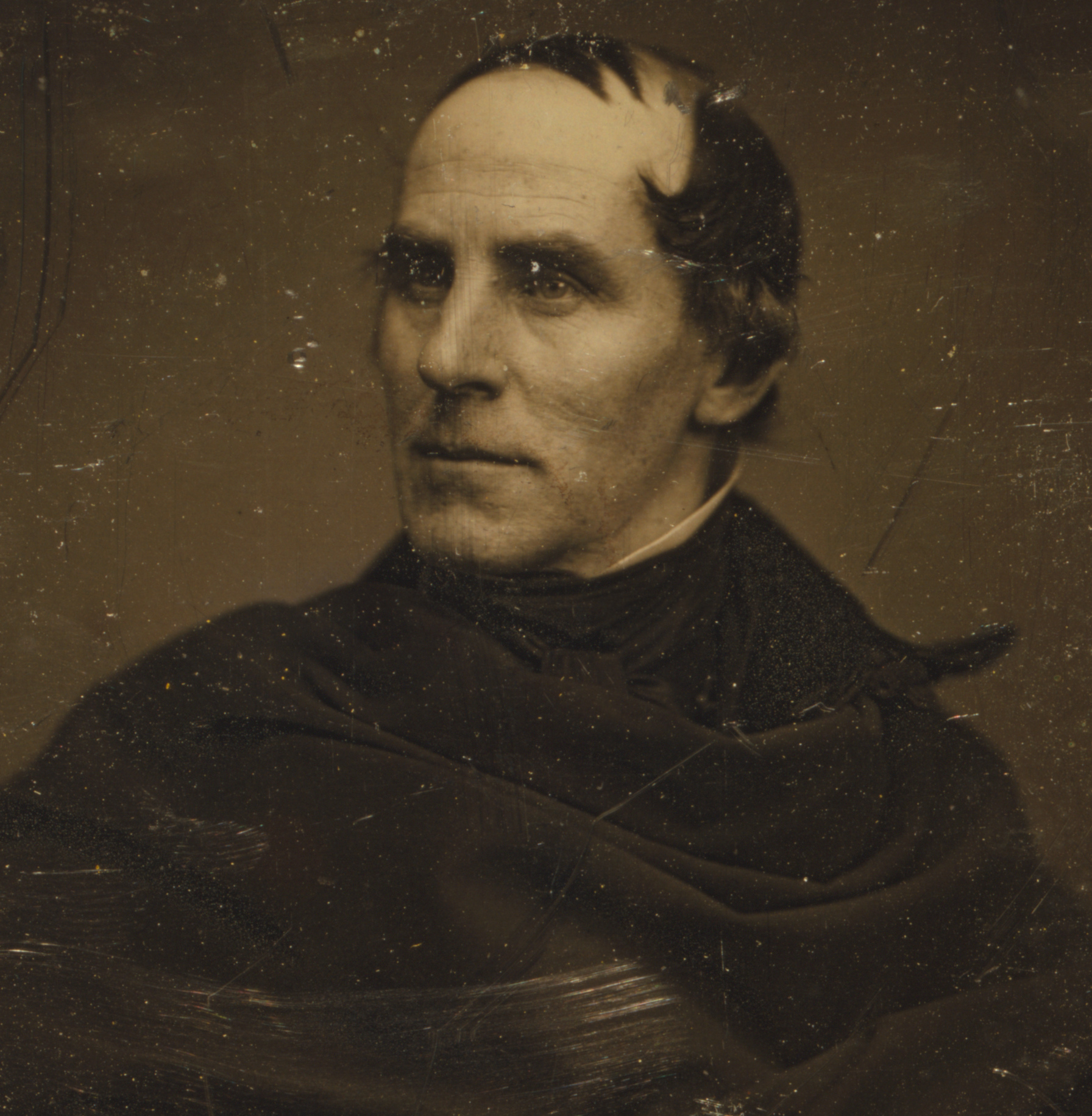
トマス・コール、1844～48年頃

人生の航路(じんせいのこうろ、英:Voyage of life)はアメリカのハドソン・リバー派の画家トマス・コールによって1842年に描かれた人間の宗教的な救済をテーマとする4枚の連作で、人間の誕生から死に至るまでの一生が船旅にたとえて展開される。
人生の4つの段階：幼年、青年、壮年、老年期の寓意を表す4枚の絵画は、19世紀半ばのアメリカの荒野を、人生の４つの段階を象徴する四季に対応した風景の中、守護天使に伴われた旅人が生命の川を旅する。

「人生の航路」シリーズは次の4作品で構成されている。
- 「幼年期」
- 「青年期」
- 「壮年期」
- 「老年期」

## 背景

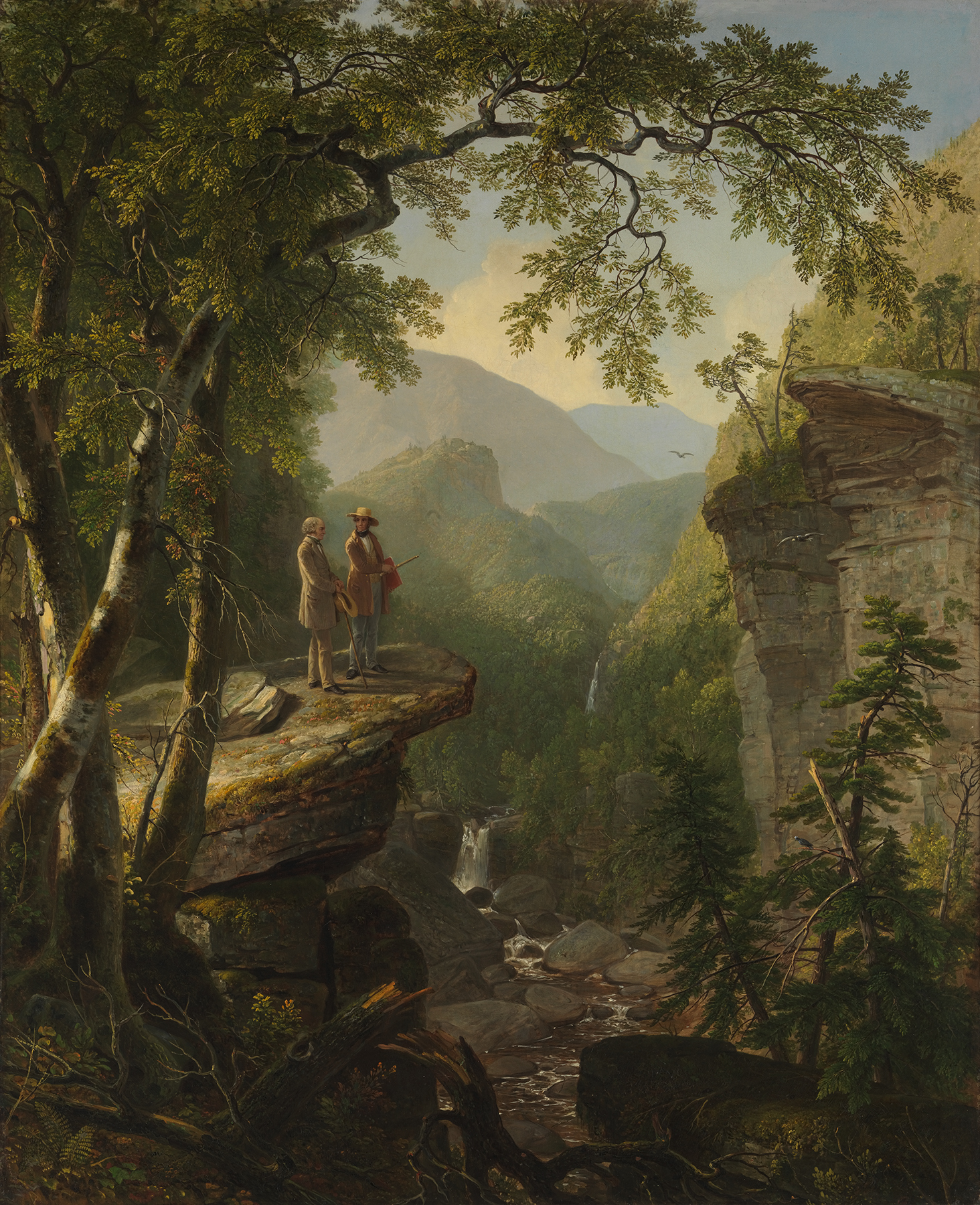
気の会う二人(トマス・コールとウィリアム・カレン・ブライアント)
アッシャー・デュランド、1849年

トマス・コールは、19世紀半ばに盛んとなったアメリカの芸術運動ハドソン・リバー派の創始者とみなされていると同時に自然の写実的かつ詳細な描写ではなく、ロマン主義からの強い影響力を受けている。
アメリカ風景画家のこのグループは1825年～1870年にかけて活動したが、彼らは国家への誇りとともに、米国に見られる他国には類を見ない自然の美しさへの賞賛も共有していた。アメリカに見られる未開で荒々しい自然はアメリカの特徴とみなした、即ち”ヨーロッパには古代遺跡があるが、アメリカには未知の荒野が存在する”と。
コールの友人で詩人のウィリアム・カレン・ブライアントが詩で、コールが絵画でこれらの自然を讃えた。彼らは自然は神の作品であり、醜い物質主義がはびこる都会からの避難場所と見なしていた。
そしてブライアントは1848年のコールの葬儀の弔辞で「初期の彼の作品を眺めたときの感動を、私ははっきりと想いおこす。わが国土だけに見られる未開の荘厳な光景のうえに、私たちの眼を運んでくれる作品を眺めるとき、湧きおこる悦び。千古不斧の森におおわれた山嶺:・…わが国独特の気候がつくりあげた蒼穹の深い輝き。コールしか描くことのできなかったさまざまな空。そして、その澄みきった深淵のなかに貴方の矢は吸いこまれてゆくのだ。」と述べている。
コールの「人生の航路」は明らかに風景画を用いた宗教的信仰の寓意であり、それを教訓的で道徳を高めるための絵画のシリーズとする事を意図している。

完成した「人生の航路」作品は公共の展覧会に出展する事に関して委員会と所有所の間で意見が一致しなかった。
1842年にコールのローマ滞在中に同じ画題の第2の作品を作成したが、それは、帰国後アメリカで高い評価を得る事ができた。現在の第一組は、ニューヨーク州ユーティカのマンソン・ウィリアム・プロクター美術研究所に、第二の組は、ワシントンD. C. のナショナル・ギャラリーの収蔵品である。

## 人生の航路
コールは帝国の興亡の歴史という壮大なテーマを扱った「帝国の推移」を描き、2番目の大作「人生の航路」では人間の宗教的な救済がテーマとなっている。今度は4枚の連作であり、人間の誕生から死に至るまでの一生を船旅にたとえて展開している。4枚の作品はそれぞれの画面に前作の情景を残しながら鎖のように繋がっており、我々の人生は結局繰り返しにすぎないことを暗示しているかのようである。

### 幼年期
- 英題：Childhood
- キャンバスに油彩、1842年、52 × 78 インチ

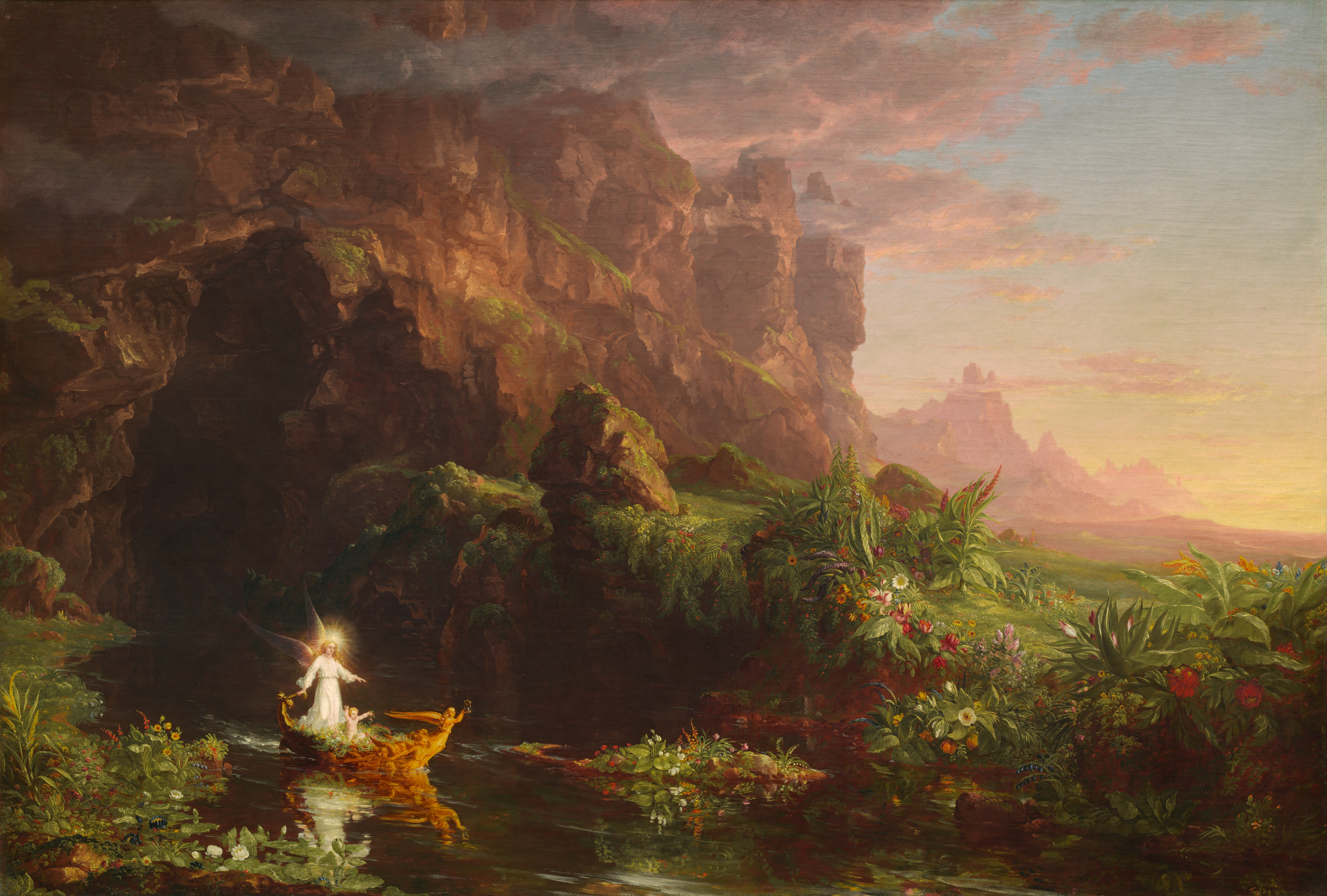
幼年期

第一の絵、「幼年期」には、旅人、天使、川、そして表現力豊かな風景など物語の重要な要素が導入全てされている。緑豊かな風景の中、穏やかで暖かい日差しを浴びながら幼児は天使が導く小舟に無垢で子供の頃の喜びを反映しているように安全に安座されている。小船は、コール自身が述べている、"私たちのこの世の起源、そして神秘的な過去を象徴する" 暗いゴツゴツした洞窟から外に滑り出る。穏やかに流れる小川は、小児が保護されている状態を象徴している。また船首には時間を象徴する砂時計を手にもつ船首像が飾られている。

### 青年期
- 英題：Youth
- キャンバスに油彩、1842年、53 × 76 インチ

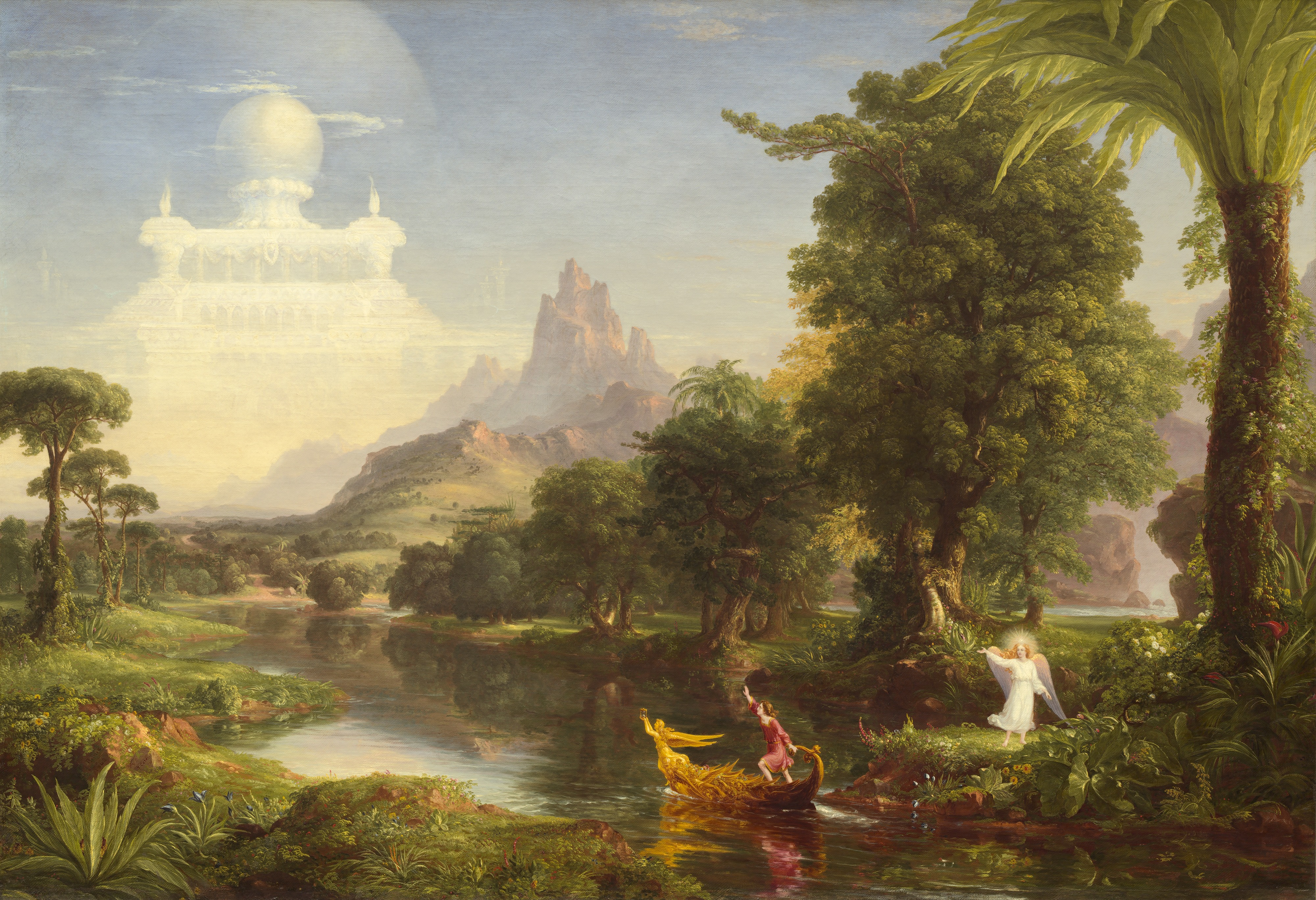
青年期

第二の絵、「青年期」は「幼年期」と同じく緑豊かな風景が広がっているが、旅人の経験が深くなった事を象徴し、画面の視界が広がっている。天使が見守る中、若者は今や舵をしっかりと握って小舟をコントロールし波打つ岸から出発して行く。彼の前方に手を突き出すポーズと渦巻く様な服の模様から若者が熱意とエネルギーをもっているのは明白である。遠くの空には若者の野心と夢を表す白く揺らめく光の様な幻の城が浮かび上がっている。若者には、穏やかな川がそのまま真っ直ぐに城までつながると見えるが、絵の右端にちらっと垣間見える川は次第に荒々しくなり、波立ち、岩だらけになるのが見て取れる。コールは風景と若者の野心について「絵の風景 - その清流、その高尚な木々、その高くそびえる山々、その無限の距離、透明な雰囲気 - 、これらの風景が若々しい想像のロマンチックな美しさを醸し出し、平常な精神を壮大な気分に導く。 そして、それを実際に経験する前に何が事実かを教える」とコメントしている。
なお、この絵は、スウェーデンのドゥーム・メタル・バンド　キャンドルマスのアルバムAncient Dreamsのジャケットとして使用された。

### 壮年期
- 英題：Manhood
- キャンバスに油彩、1842年、53.3 × 78 インチ

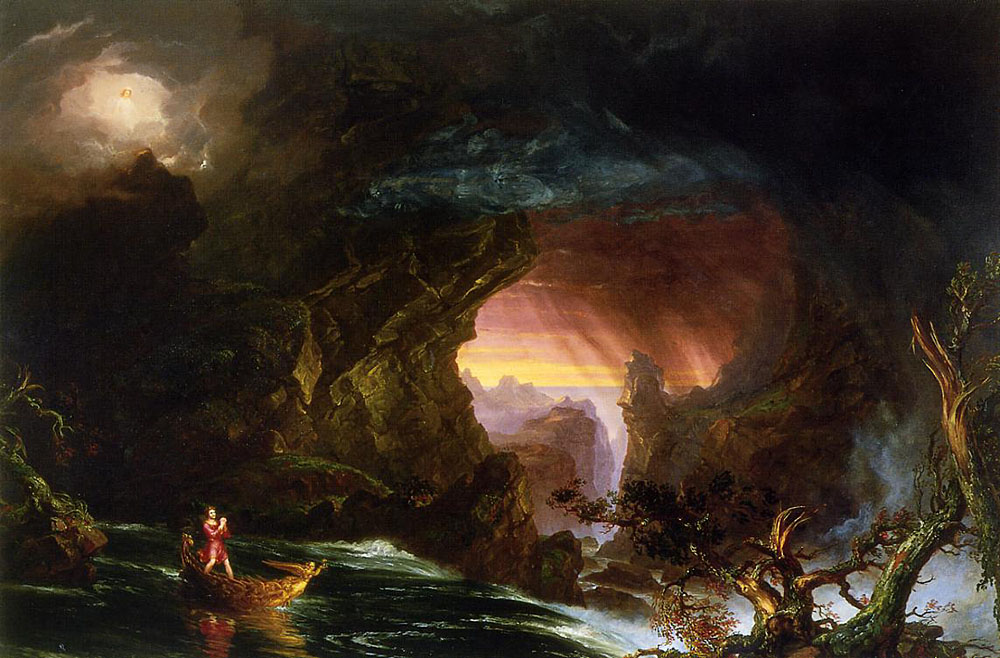
壮年期

次の絵「壮年期」では、若者から大人へと成長し、今、人生の試練に直面する旅人が描かれている。

「青年期」での暖かい日差しは、暗い嵐の空と豪雨に変り、風にさらされた節くれだった木々は葉が吹き飛ばされ、幹だけが残されている。また、「青年期」の清々しい草は堅く荒々しい岩に置き換わっている。
泡立つ波、威嚇するような岩、危険な渦潮、怒涛のような川の流れの中で小舟は損傷し舵は既に失われて、男は小船の上で自信を失い、小船を制御する事も出来ない。遥か彼方の天上からは、天使がまだ男を見守っている。しかし、男はそれを知ることはなく、出来るのはただ ”天使が彼を助けるため必ずそこにいる" と信じ続ける事だけである。
これについてコールは "困難は壮年期の特徴である。「幼年期」にはわずらわしい気苦労は無く、「青年期」には絶望的な思いなどは存在しない。私達が目から人生初期の黄金のベールをはがしたとき、現実世界の困難を知ることになり、そして、深いく永続的な悲しみを感じる：絵画の中の、悲しげな日食のような色調、相反する要素、嵐によって引き裂かれた木、これらはみんな寓意であり、ぼんやりと見える海は、旅人が今近づきつつある人生の終焉を象徴する"と述べている。

「壮年期」の絵では対角線が強調されている：近づきがたいまで突きでた岩々、その隙間を曲がりくねり、泡立ち流れる激流が断崖の上から全てのものを押し流し、運び去る。この岩に挟まれた極端に狭い水路が緊張感を高め、絵の観察者にこの小舟がこの激流を無事にわたり切れるかを判断させようとする。さらに、上空の暗い雲間からは悪霊たちが小船を見下ろしている。

そして遠方の背景、海と夕焼け色の空が出会うところにはわずかに水平線がみられる。これは絵の中の唯一の水平線であり、さもなければ暗くて怖いシーンの中で、孤独な水平線と温かみのある色の組み合わせは、絵の観察者の目を何度も繰り返して引きつける。コールの作品にしばしば未開の荒野とその危険性の象徴とし使用される、” ねじ曲り、節くれだち腐った木の幹” のシルエットが岩や川の対角線の反対側にあるのが目を引く。視線は右側の木の上にある漏斗状の雲から中央上にかけて存在する今にも降り出しそうな空模様に移りさらに、雲の下方に向かう円弧状の雲に沿い再び川面に導かれる。前景の野生のシーンの混沌と混乱の中、人は静けさの可能性を垣間見ることができるが、コールは画の視点を中央右側のこの少し下に置いている。

### 老年期
- 英題：Old Age
- キャンバスに油彩、1842年、53.3 × 78 インチ

最後の絵、「老年期 」は死のイメージである。

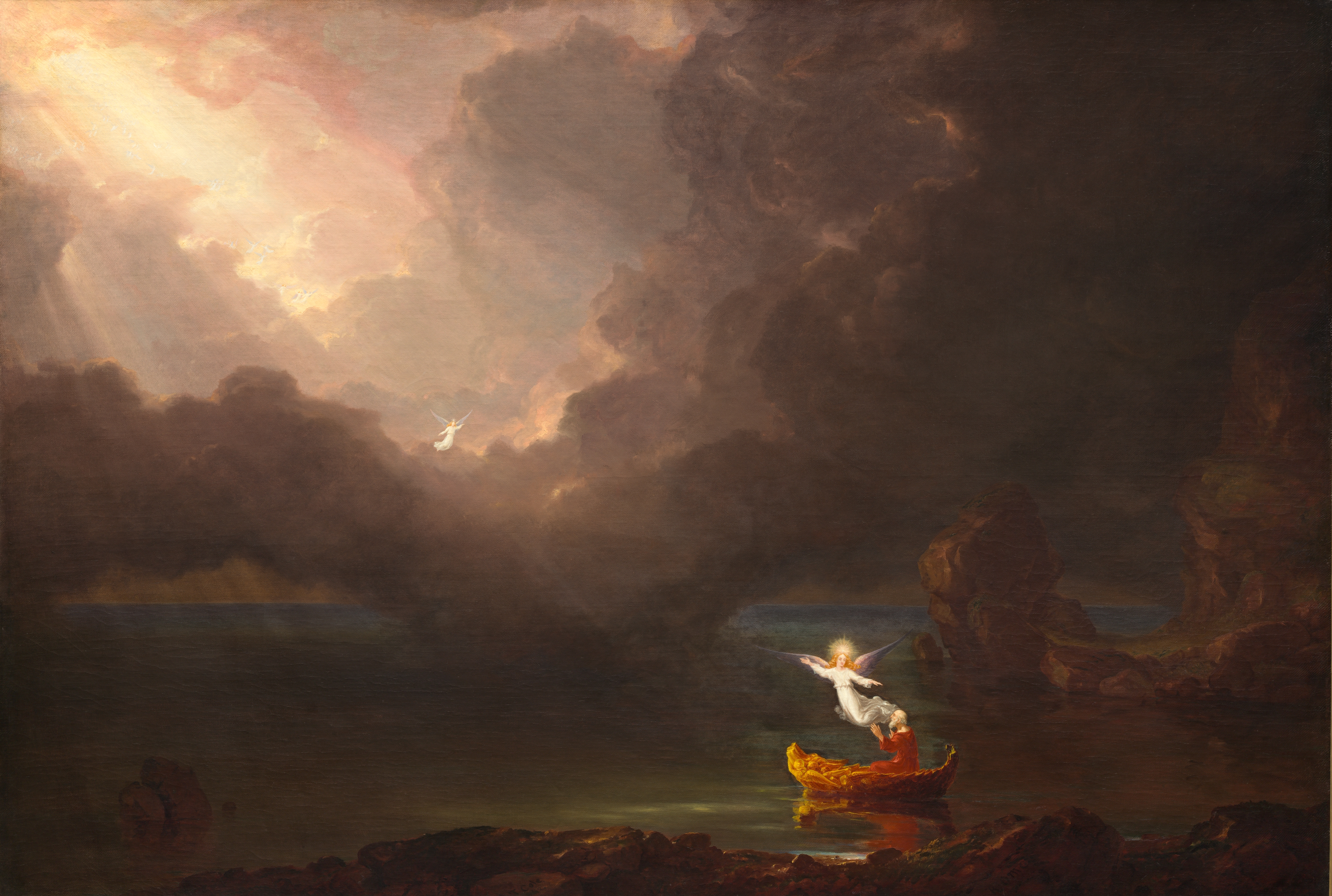
老年期

川の流れは穏やかになり永遠の海へと流れ込む。画面からは風景がほとんど消え去り、暗い水面の前方にある僅かばかりの荒々しい岩がここが地上世界の端であることを暗示している。船上の旅人は人生の試練を生き抜いたが、すでに老齢に達している。ボロボロの小船からは船首像と砂時計が失われ、年老い疲れ果てた旅人の地上での時が終わった事を象徴している。遠くでは天から天使が降りながら、男のそばでに浮かぶ守護天使と身振りで合図を交わしている。男は信仰が人生の旅を通じて彼を支えてきたことを理解し、再び喜びにあふれた。コールはこの光景を「肉体的存在のくびきから解き放され、心はすでに不滅の人生を垣間見る」と記述している。
この絵は、スウェーデンのドゥーム・メタル・バンド　キャンドルマスのアルバムNightfallのジャケットとして使用された。

## 文化的意義
1800～1830年代、第二次大覚醒と呼ばれる信仰のリバイバルを経験した米国では、「人生の航路」が評論家および公衆に広く受け入れられた。更に、トマス・コールの死後ジェームズ・スマイリーによって4つの絵画の版画版が作られ、第三次大覚醒(1880年代 - 1900年代)時代にも広く流布し、今日でも高い名声と人気を博している。

コール自身も「人生の航路」の完成後に再びヨーロッパを訪れ、その後1843年に帰国してからメソジスト監督教会に改宗する。そして「種まきと刈り入れ」、「生、死、不滅」(いずれも未完)といった宗教色のより強い作品へ傾斜していった。